# Dominique Baert
Pour les articles homonymes, voir Baert.
Dominique Baert, né le 24 octobre 1959 à Tourcoing (Nord), est un homme politique français

## Biographie

### Jeunesse et études
Dominique Baert effectue ses études secondaires au lycée Émile-Zola de Wattrelos. Il obtient un baccalauréat C en 1976. Il suit ensuite des études d'économie et obtient une maîtrise en sciences économiques à l'université de Lille I en 1980, puis est lauréat de l'Institut d'études politiques de Paris en 1981 (section Service public).

### Carrière professionnelle
Dominique Baert devient adjoint de direction de 2e classe de la Banque de France à Arras, puis à Roubaix (1982-1988). 
Il devient ensuite chargé de mission pour les questions financières et monétaires au service du financement du commissariat du Plan (septembre 1988-mai 1991), puis, après un passage en cabinets ministériels, chef du service des entreprises, puis directeur adjoint à la Banque de France de Paris-Raspail (mai 1993-octobre 1996), avant de devenir directeur adjoint à la Banque de France de Roubaix-Tourcoing (octobre 1996- juin 1997). 
Il est par la suite directeur-adjoint de service de 1re classe à la Banque de France, chargé de mission auprès du secrétaire général de la Commission bancaire (2002-2005). [réf. nécessaire]
Durant deux ans (septembre 2005-juin 2007), il est enfin secrétaire général de l’Observatoire de la microfinance, présidé par Michel Camdessus.[réf. nécessaire]
De 2017 à 2020, il est Conseiller du Président de l'Autorité des Marchés Financiers.[réf. nécessaire]
Le 18 décembre 2019, sur proposition du Premier Ministre Edouard Philippe, Dominique Baert est nommé haut fonctionnaire à la Cour des comptes avec effet au 1er janvier 2020 pour être conseiller maître en service extraordinaire à la Cour des Comptes.
Dominique Baert a également été Auditeur de la 20e session de l’Institut des hautes études de la sécurité – INHES (2008-2009), Auditeur de la 57e session nationale de l’Institut des hautes études de défense nationale – IHEDN (2004-2005), maître de conférences à l’Institut d’études politiques de Paris, 2e année, économie (1989-1996) et chargé d’enseignement en finances publiques à l’Institut d'études politiques de Lille, à l'Institut régional d'administration (IRA) de Lille et à l'Institut international d'administration publique (même période). Il est colonel de réserve (RC) de la gendarmerie, chevalier (2005) puis officier (2018) de la Légion d'honneur et médaillé des Services militaires volontaires (2013).

### Carrière politique
Élu conseiller municipal de Wattrelos en 1983, Dominique Baert devient délégué aux affaires économiques (1995), premier adjoint au maire chargé des finances et des affaires économiques (1999) et maire en mai 2000 à la suite de la démission d'Alain Faugaret. Il est réélu maire dès le premier tour lors des élections municipales de 2001 (57 %), de 2008 (69 %), de 2014 (52 %) et 2020 (52 %).
Au début des années 1990, il devient le collaborateur de deux ministres. Il est d'abord conseiller technique chargé des questions macro-économiques, du Plan et organismes associés, et du Conseil économique et social au cabinet d’Édith Cresson, Premier ministre (1991-1992), mais aussi membre de la Commission des budgets économiques et des comptes de la Nation (1991-1992). À la suite de cela, il devient conseiller technique, puis directeur adjoint du cabinet de Michel Delebarre, ministre d’État, ministre de la Fonction publique et des Réformes administratives (avril 1992-mars 1993).
Il est élu député du Nord (dans la 8e circonscription) le 1er juin 1997, pour la XIe législature (1997-2002). Battu de quelques dizaines de voix le 16 juin 2002 par Gérard Vignoble, il est réélu le 17 juin 2007 pour la XIIIe législature.
Vice-Président de la Communauté Urbaine de Lille, chargé du Budget auprès de Pierre Mauroy (2001-2008), Dominique Baert est également 1er vice-président de Lille métropole communauté urbaine de 2008 (chargé des finances et des ressources) à juillet 2012 auprès de Martine Aubry.
Membre du Parti socialiste jusqu'à son exclusion en 2012, Dominique Baert fut membre du conseil national du PS (en 2005) et président de l’Union départementale des élus socialistes, démocrates et républicains du Nord (en juin 2005), délégué national du parti socialiste aux institutions financières (2002), et membre du Bureau et du Conseil fédéral de la Fédération du Nord du Parti socialiste (1993).
Député sortant, Dominique Baert décide de se représenter aux législatives de 2012 alors que l'accord national PS-EELV prévoit d'attribuer la 8e circonscription à Slimane Tir, conseiller municipal EELV d'opposition de Roubaix (contre la municipalité à majorité socialiste). Réélu aisément (plus de 86 % au second tour dans sa ville de Wattrelos contre le candidat PS-EELV), il rejoint de suite le groupe Socialiste, Républicain et Citoyen (SRC). Il est toutefois exclu du PS pour s'être présenté en dissidence.
En 2014, il est réélu maire de Wattrelos dès le premier tour avec 52,42 % des voix.
Il est réintégré en 2014 au PS.
Après l'application de la loi sur le non-cumul des mandats, il décide de privilégier son mandat de maire de Wattrelos et ne se représente pas aux élections législatives de 2017. Soutien d'Emmanuel Macron, il est exclu du PS le 2 mars 2018 pour avoir soutenu la candidate désignée par le parti LREM lors des élections législatives de juin 2017.
En août 2018, il est désigné membre du Conseil des prélèvements obligatoires par le président de l'Assemblée nationale, François de Rugy. Il y est désigné à nouveau en 2021 par Richard Ferrand.
En mars 2020, il est réélu maire de Wattrelos dès le premier tour des élections municipales avec 51,63 % des voix. Au mois de juillet, il redevient vice-président de la Métropole européenne de Lille, chargé cette fois de la politique de la Ville, de la cohésion sociale et des solidarités[réf. nécessaire], puis vice-président de la MEL chargé des finances, de la politique de la ville (géographie prioritaire ANRU), de la cohésion sociale et des solidarités à la suite du décès d'Alain Bernard (2024).

## Mandats
- 14 mars 1983 - 1er octobre 1999 : conseiller municipal de Wattrelos (Nord)
- 1er octobre 1999 - 9 mai 2000 : premier adjoint au maire de Wattrelos (Nord)
- 1er juin 1997 - 18 juin 2002 : député de la 8e circonscription du Nord (Roubaix, Wattrelos)
- depuis mai 2000 : maire de Wattrelos (Nord)
- de 2001 jusqu'au 23 juin 2012 : Vice-Président de Lille Métropole Communauté urbaine. Depuis juin 2020, il est redevenu Vice-Président de la Métropole européenne de Lille.
- 2007-2017 : député de la 8e circonscription du Nord (Roubaix, Wattrelos)

## Décoration
- Officier de la Légion d'honneur (14 juillet 2018)[11]